# 'Esia
'Esia es la capital del distrito de Niua Fo'ou, en la isla homónima, en Tonga. Tiene una población de 205 habitantes en 2021.